# Federação Brasileira de Bridge
A Federação Brasileira de Bridge - FBB é um organismo desportivo brasileiro regulando o bridge no Brasil. A sede da federação fica no Rio de Janeiro. O bridge é muito popular neste país. A Federação Brasileira de Bridge é filiada ao organismo internacional (World Bridge Federation). 
O organismo brasileiro inclui 1194 membros.

## Organização
- Presidente: Rafael Amoedo Amoedo (BA)[2]
- 1º Vice-presidente: Leão Roberto Machado de Carvalho (SP)[2]

## Jogadores de bridge brasileiros
- Jeovani Salomão
- Gabriel Chagas, campeão do mundo

## Ligaçőes externas
- Federação Brasileira de Bridge (FBB)